# Las Labores
Las Labores – gmina w Hiszpanii, w prowincji Ciudad Real, w Kastylii-La Mancha, o powierzchni 34,14 km². W 2011 roku gmina liczyła 651 mieszkańców.